# Konyaku Haki Sareta Reijō wo Hirotta Ore ga, Ikenai Koto wo Oshiekomu
Konyaku Haki Sareta Reijō wo Hirotta Ore ga, Ikenai Koto wo Oshiekomu: Oishii Mono wo Tabesasete Oshare wo Sasete, Sekai Ichi Shiawase na Shōjo ni Purodyūsu! (婚約破棄された令嬢を拾った俺が、イケナイことを教え込む～美味しいものを食べさせておしゃれをさせて、世界一幸せな少女にプロデュース！～ lit. Recogí a una chica adinerada cuyo compromiso fue cancelado y le enseñé a ser traviesa: ¡La haré comer comida deliciosa, usar ropa elegante y ser la chica más feliz del mundo!?), también conocida como I Picked Up a Rich Girl Whose Betrothal was Canceled and Teach Her to Be Naughty o I'm Giving the Disgraced Noble Lady I Rescued a Crash Course in Naughtiness, es una serie de novelas ligeras japonesas escritas por Sametarō Fukada e ilustradas por Sakura Miwabe. Comenzó como una novela web en el sitio de novelas generadas por usuarios Shōsetsuka ni Narō el 12 de agosto de 2019. Más tarde, Shufu to Seikatsu Sha la adquirió y ha publicado tres volúmenes desde el 27 de marzo de 2020 bajo su sello PASH! Books.
Una adaptación a manga ilustrada por Ichiho Katsura comenzó a serializarse en el sitio web PASH UP! desde el 26 de marzo de 2020, con sus capítulos recopilados en cinco volúmenes tankōbon hasta el momento. Una adaptación de la serie a anime de producido por los estudiosZero-G y Digital Network Animation se estrenó en octubre de 2023.

## Argumento
En la parte de atrás del bosque vive Allen Crawford, un mago que odia a la gente. Es temido por la gente que lo rodea y es llamado el "Señor Demonio". Un día, mientras vive su vida como ermitaño, encuentra a una joven llamada Charlotte Evans que se desmayó. Aunque era inocente, fue acusada de malas acciones, se rompió su compromiso y se vio obligada a huir de su país. Al oír esto, Allen recordó la amarga experiencia de ser traicionado por un grupo que una vez creyó que eran sus compañeros. Al escuchar la historia de la joven de 17 años, Allen decide: "La dejaré vivir en mi mansión y le enseñaré todo tipo de cosas malas..."

## Personajes
Allen Crawford (アレン・クロフォード Aren Kurofōdo?)
 Seiyū: Tomokazu Sugita
Un hechicero genio que fue adoptado por la familia Crawford al quedar huérfano y se graduó en la Academia de Magia Athena a los 12 años. Por su apariencia sombría es conocido como el "Rey Demonio". Hace tres años, Allen abandonó su casa en busca de aventuras porque su padre quería que lo sucediera como director de la academia, luego conoció a unos aventureros que lo invitaron a unirse a su grupo para que los ayude a explorar un templo. Sin embargo, una vez obtenido el tesoro, Allen fue traicionado y encerrado en el templo, aunque logró escapar y se vengó de su grupo enviándolos a prisión. Esta experiencia hizo que Allen desconfiara de la gente y comenzó a vivir solo en el bosque. Al conocer a Charlotte y recordar su pasado, Allen decide ayudarla y hacer que olvide todos sus modales.
Charlotte Evans (シャーロット・エヴァンズ Shārotto Evanzu?)
 Seiyū: Saori Hayami
Ex-prometida del segundo príncipe del Reino de Niels e hija ilegítima del duque Shed Evans. Su madre era criada principal de la mansión Evans, pero abandonó el lugar al quedar embarazada tras tener una aventura con el duque y crio sola a Charlotte durante siete años hasta que falleció por una epidemia. Tiempo después unos mensajeros del duque aparecieron ante Charlotte para llevarla a la mansión de los Evans, revelándole sus orígenes. Al inicio, Charlotte era tratada como una integrante de la familia, pero cuando nació su hermanastra fue condenada al ostracismo y la obligaron a hacer las tareas domésticas. Charlotte había sido comprometida con el príncipe Cecil, pero cuando este la acusa falsamente de varios crímenes, Charlotte se vio obligada a huir del país, donde conoce a Allen, quien la permite vivir en su casa como empleada doméstica. Ella desarrolla sentimientos hacia Allen.
Erūca Crawford (エルーカ・クロフォード Erūka Kurofōdo?)
 Seiyū: Lynn
Es una aprendiz de ingeniera mágica y la hermanastra menor de Allen. Al inicio, Eruca visitó a Allen para traerlo de vuelta a casa, pero tras conocer a Charlotte, decide enseñarle sobre cosas que debe hacer una mujer para emparejarla con Allen.
Miacha Bastetos (ミアハ・バステトス Miaha Basutetosu?)
 Seiyū: Naomi Ōzora
Una repartidora que trabaja para Satyr Transport Company, cuyo lema es "rápido, seguro y súper lindo".
Lü (ルゥ Rū?)
 Seiyū: Atsumi Tanezaki
Es un Fenrir de alto rango y una especie extremadamente rara. Después de ser atacado por cazadores furtivos y quedando herido, Allen y sus amigos lo salvan.
Gosetsu (ゴウセツ Gōsetsu?)
 Seiyū: Ryōtarō Okiayu
Una capibara que tranquiliza a los niños que lloran. Intenta vengarse de aquellos que hicieron daño a Charlotte, a la que admira. Posee la capacidad de transformarse en una mujer voluptuosa, pero mantiene su voz masculina.
Natalia Evans (ナタリア・エヴァンズ Nataria Evanzu?)
 Seiyū: Kaori Maeda
La hermanastra menor de Charlotte y heredera legítima de la familia Evans. A diferencia del resto de su familia, ella quería mucho a Charlotte. Ella se inscribió en la Academia de Magia Athena para escapar de los problemas de la familia Evans, donde su relación con sus padres es problemática, además de aprender magia para ver si podía sobrevivir por sí misma. Ella parece no querer saber nada de Charlotte, aunque posee un bolso que contiene un libro de cuentos el cual su hermanastra le leía cuando era pequeña. Después de haber sido salvada de un Salamander por Charlotte con ayuda de Allen, Natalia se reenconcilia con ella revelando que siempre la extrañó mucho. Aunque inicialmente estaba agradecida con Allen por haberle permitido reencontrarse con su hermanastra, Natalia comenzó a despreciarlo al descubrir que los dos viven juntos.
Shed Evans (シェッド・エヴァンズ Sheddo Evanzu?)
Jefe principal de la familia Evans, esposo de Cordelia, siendo esta su segunda esposa y padre de Charlotte y Natalia. En el pasado, tuvo una aventura con una de sus sirvientas, debido a que en ese tiempo su primera esposa estaba enferma y no podía tener hijos. Acogió a Charlotte cuando falleció su madre e inicialmente la trataba como una miembro de la familia. Pero tras casarse por segunda vez con Cordelia y tener a Natalia, Shed ignoró por completo a Charlotte.
Cordelia Evans (コーデリア・エヴァンズ Kōderia Evanzu?)
La segunda esposa del duque Shed Evans, madre de Natalia y madrastra de Charlotte. Ella se casó con el duque después del fallecimiento de la primera esposa. Al inicio solía ser amable con Charlotte, pero al nacer su hija Natalia, su trato hacia Charlotte cambió. Ella obligaba a Charlotte a realizar las tareas domésticas y cuando fue escogida como la prometida del príncipe, hizo que recibiera una educación exhaustiva, pero cuando se equivocaba, la corregía golpeándola brutalmente con un látigo. A pesar de estar casada con el Duque Evans, Cordelia es amante del Príncipe Cecil y conspiró con él para incriminar a Charlotte.
Cecil (セシル Seshiru?)
 Seiyū: Makoto Furukawa
Segundo príncipe del Reino de Niels y ex-prometido de Charlotte. Por razones desconocidas, acusó falsamente a Charlotte de varios crímenes y rompió su compromiso con ella. Se revela después que Cecil tenía como amante a Cordelia Evans y por esa razón decidió poner fin a su compromiso con Charlotte.
Dorothea Gri'mm Wallenstein (ドロテア・グリ＝ム・ヴァレンシュタイン Dorotea Gurīmu Varenshutain?)
 Seiyū: Rika Nagae
Una elfo de piel oscura que trabaja como novelista y propietaria original de la mansión donde vive Allen. Hace 30 años ella escapó después que le pidieran que escribiera un manuscrito y se escondió en el sótano de su casa. Ella le permite a Allen vivir en su mansión a cambio de ayudarla a terminar su novela.
Yor (ヨル Yoru?)
 Seiyū: Shin'ichirō Kamio
El editor de Dorothea. Es de personalidad seria y puede transformarse en un dragón gigante.
Harvey Crawford (ハーヴェイ・クロフォード Hāvei Kurofōdo?)
 Seiyū: Hikaru Midorikawa
Director de la Academia de Magia Athena, padre de Eruca y padrastro de Allen. Desea que Allen se convierta en el nuevo director de la academia para pasar más tiempo con su esposa.
Liselotte Crawford (リーゼロッテ・クロフォード Rīzerotte Kurofōdo?)
 Seiyū: Akari Kitō
Es la madre de Eruca y madrastra de Allen. Por su apariencia joven, Charlotte la confunde como la hermana menor de Allen. Generalmente tiene una sonrisa amable en su rostro, pero cuando se enoja, da mucho miedo. A ella no le gusta que Allen la llame "tía".
Cris (クリス Kurisu?)
 Seiyū: Marina Inoue
Estudiante de la Academia de Magia Athena y rival de Natalia. Solía ser considerado un prodigio de la academia, pero con la llegada de Natalia su reputación cayó. Desde entonces, Cris ha fracasado en todos sus intentos de derrotar a Natalia. Decidido a ganar por cualquier medio, roba el preciado bolso de Natalia. Luego atrae a Natalia a una mazmorra donde la entrada está prohibida. Sin embargo, ambos se encuentran con monstruos y están en peligro, pero son salvados por Charlotte, que los ha estado siguiendo. Después de haber escuchado el pasado de Natalia, Cris se disculpa con ella por sus acciones.

## Contenido de la obra

### Novela ligera
Escrita por Sametarō Fukada, la serie comenzó como una novela web en el sitio de novelas generadas por usuarios Shōsetsuka ni Narō el 12 de agosto de 2019. Más tarde fue adquirido por Shufu to Seikatsu Sha, quien comenzó a publicar las novelas con ilustraciones de Sakura Miwabe el 27 de marzo de 2020. Hasta el momento se han lanzado tres volúmenes.
| Volúmenes de novelas ligeras publicadas | Volúmenes de novelas ligeras publicadas | Volúmenes de novelas ligeras publicadas |
| Número                                  | Fecha de publicación                    | ISBN                                    |
| --------------------------------------- | --------------------------------------- | --------------------------------------- |
| 1                                       | 27 de marzo de 2020                     | ISBN 978-4-391-15444-3                  |
| 2                                       | 30 de octubre de 2020                   | ISBN 978-4-391-15529-7                  |
| 3                                       | 2 de julio de 2021                      | ISBN 978-4-391-15630-0                  |

### Manga
Una adaptación de manga ilustrada por Ichiho Katsura comenzó a serializarse en el sitio web PASH UP! de Shufu to Seikatsu Sha el 26 de marzo de 2020. El primer volumen tankōbon se lanzó el 30 de octubre de 2020, y hasta el momento se han lanzado cinco volúmenes.
Durante su panel en Anime NYC 2022, Kodansha USA anunció que obtuvo la licencia de la adaptación de manga para su lanzamiento en otoño de 2023.
| Volúmenes de manga publicados | Volúmenes de manga publicados | Volúmenes de manga publicados |
| Número                        | Fecha de publicación          | ISBN                          |
| ----------------------------- | ----------------------------- | ----------------------------- |
| 1                             | 30 de octubre de 2020         | ISBN 978-4-391-15530-3        |
| 2                             | 25 de diciembre de 2020       | ISBN 978-4-391-15528-0        |
| 3                             | 2 de julio de 2021            | ISBN 978-4-391-15631-7        |
| 4                             | 4 de febrero de 2022          | ISBN 978-4-391-15732-1        |
| 5                             | 4 de febrero de 2022          | ISBN 978-4-391-15817-5        |

### Anime
En agosto de 2022, se anunció que las novelas se adaptarían a una serie de anime. Es producido por los estudios Zero-G y Digital Network Animation, y dirigido por Takashi Asami, con guiones escritos por Hiroki Uchida, diseños de personajes a cargo de Miori Suzuki y música compuesta por Masato Kōda. La serie se estrenó el 4 de octubre de 2023 en Tokyo MX y otras cadenas. El tema de apertura es "Ikenai Etranger" del VTuber Yui Hizuki, mientras que el tema final es "Graceful World" de Saori Hayami. Crunchyroll obtuvo la licencia de la serie fuera de Asia.

## Recepción
En 2021, la adaptación de manga fue nominada en el Next Manga Award en la categoría de manga web.